# 仙遊寺
仙遊寺（せんゆうじ）は、愛媛県今治市玉川町別所にある高野山真言宗の寺院。作礼山（されいざん）、千光院（せんこういん）と号す。本尊は千手観世音菩薩。四国八十八箇所第五十八番札所。
- 本尊真言：おん ばさら たらま きりく 
oṃ vajra-dharma hrīḥ
- ご詠歌：たちよりて作礼（されい）の堂にやすみつつ　六字を唱え経を読むべし

## 概要

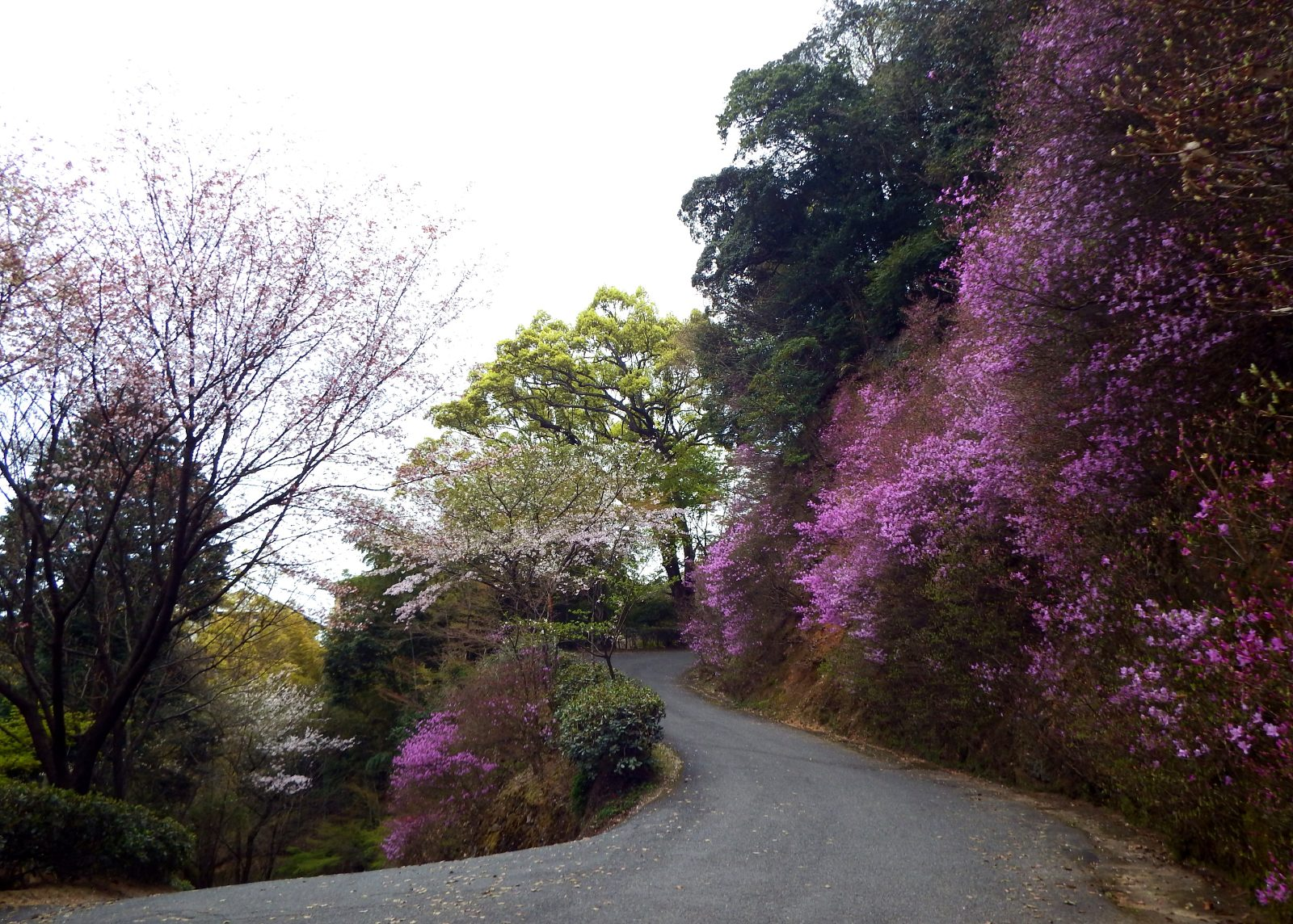
境内への車道

標高312ｍの作礼山の8合目辺りにあるが境内まで昭和時代中頃にできた登山車道により階段を上ることなく境内に行け、山上ゆえ近郊の札所では唯一今治市街から瀬戸内海まで見渡せ、登山車道の脇には桜、ツツジ、石楠花、紫陽花、紅葉など季節おりおりの花々が楽しめる。天然温泉と精進料理の宿坊を備え、1月第2日曜日には「厄飛ばし柴燈大護摩」があり、8月9日の直近日曜日には四万六千日大法会として夏祭りがある。小山田住職は霊場の世界遺産化の推進に熱心で、四国の札所では珍しく本尊と大師像を通年公開している。

## 沿革
天智天皇（在位661年 – 672年）の勅願によって伊予の大守越智守興（おちもりおき）が堂宇を建立した。本尊の千手観世音菩薩は海から上がってきた竜女が一刀三礼して彫ったという言い伝えがある。このことから「作礼山」が山号になった。また、40年にわたって伽藍を整備した阿坊仙人という僧が当寺に暮らしていたが養老2年（718年）に雲と遊ぶかのように突然姿を消してしまったことが「仙遊寺」の由来になっているという。
空海（弘法大師）が四国巡錫の折に当寺で修法を行ったとき、病に苦しむ人々を救済しようと井戸を掘り、また荒廃していた伽藍を修復し再興、興隆したとされる。
江戸時代に荒廃してしまったが、明治初期に宥蓮（ゆうれん）上人が再興した。宥蓮上人は明治4年日本最後の即身成仏として入定していて、当寺に供養塔がある。
昭和22年（1947年）に山火事に遭い全山消失により仙遊寺文書も焼失、だが、本尊と大師像は難を逃れる。昭和28年（1953年）に本堂は昔の姿のまま再建、大師堂は昭和33年に再建される。
2024年11月2日水害により山門から境内までの遍路道が通行止めになったが同年12月11日復旧され通行できるようになった。

## 境内
- 山門（仁王門）

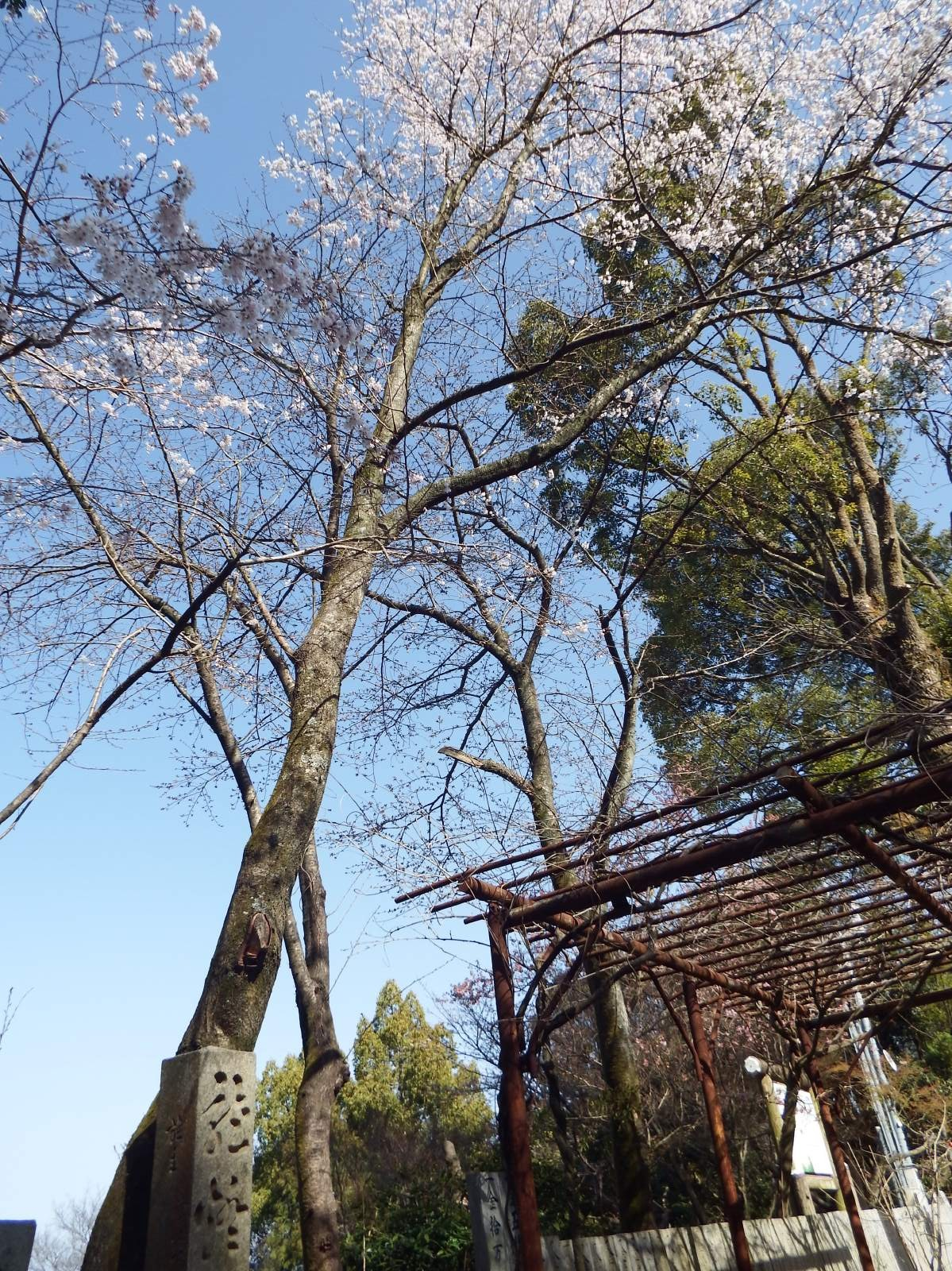
龍燈桜

- 本堂：本尊は6尺（約1.8 m)の立像で平安時代後期の作と云われているが痛みが激しく京都国立博物館内にて3年をかけ修復されたのを機に平成16年（2004年）より公開されるようになった。文化財としては無指定。
- 大師堂：大師像を拝顔できる。
- 鐘楼：それまで境内中央にあったが2016年1月に改装され端に移動。
- 新四国八十八ヶ所御砂踏み霊場：修行大師石像を八十八の舟形石仏が取り囲みその周りにお砂踏み場がある、
- 宥蓮上人供養塔（五輪塔）：明治五年壬申八月二十有六日寂
- 龍燈桜の碑：旧暦7月9日になると竜燈がつらなり竜燈川を遡り境内にあった桜の枝にかかったとの伝説のある桜の木の跡
- 瓦投げの鳥居：龍燈桜辺りから境内下を見ると赤い鳥居が斜面にある。
- 仏足跡、千体仏、子安観音像
- 弘法大師お加持の井戸：仁王門をくぐって境内に上がる旧参道の徒歩道のほぼ中間地点にあり。
- 観音霊場写しの石仏と天智天皇ゆかりの五輪塔：境内の背後の山一帯に33体の観音像を平成8年7月に設置。大師堂の左脇に登り口がある。その観音石像が点在する山頂へ向かう尾根に、天智天皇を供養したと云われる五輪塔がある。

当寺への車道を上がって行き仙遊寺下休憩所を過ぎると仁王門があり、仁王門を左に見過ごしてさらに上がり切り突き当りを右に行くとバス回転場で左に行くと境内前の駐車場に到着する。本堂の背後から境内に入って行く。歩きは仁王門から山道を登ると境内にたどり着き、目の前に石仏に囲まれた修行大師石像があり、その先に鐘楼、右に大師堂があり、その先に本堂が建ち入口には四国で一番大きい賓頭盧尊者像があり中に納経所がある。千体仏は本堂左奥、その先に大きい子安観音像が立つ。
- 宿坊（創心舎）：部屋数12室、定員50名（要予約）
- 駐車場：30台、大型4台。道路維持費として400円（軽自動車・普通車の場合）を納経時に払う。
- 龍女宮：仙遊寺仁王門の下の休憩所に池を配した東屋のある小公園に龍女宮がある。
- 句碑：弘法子「お遍路の心の旅の憩い寺」が車道脇に、みのる「南無大師木の実に打たれありがたし」が寺下休憩所にある。

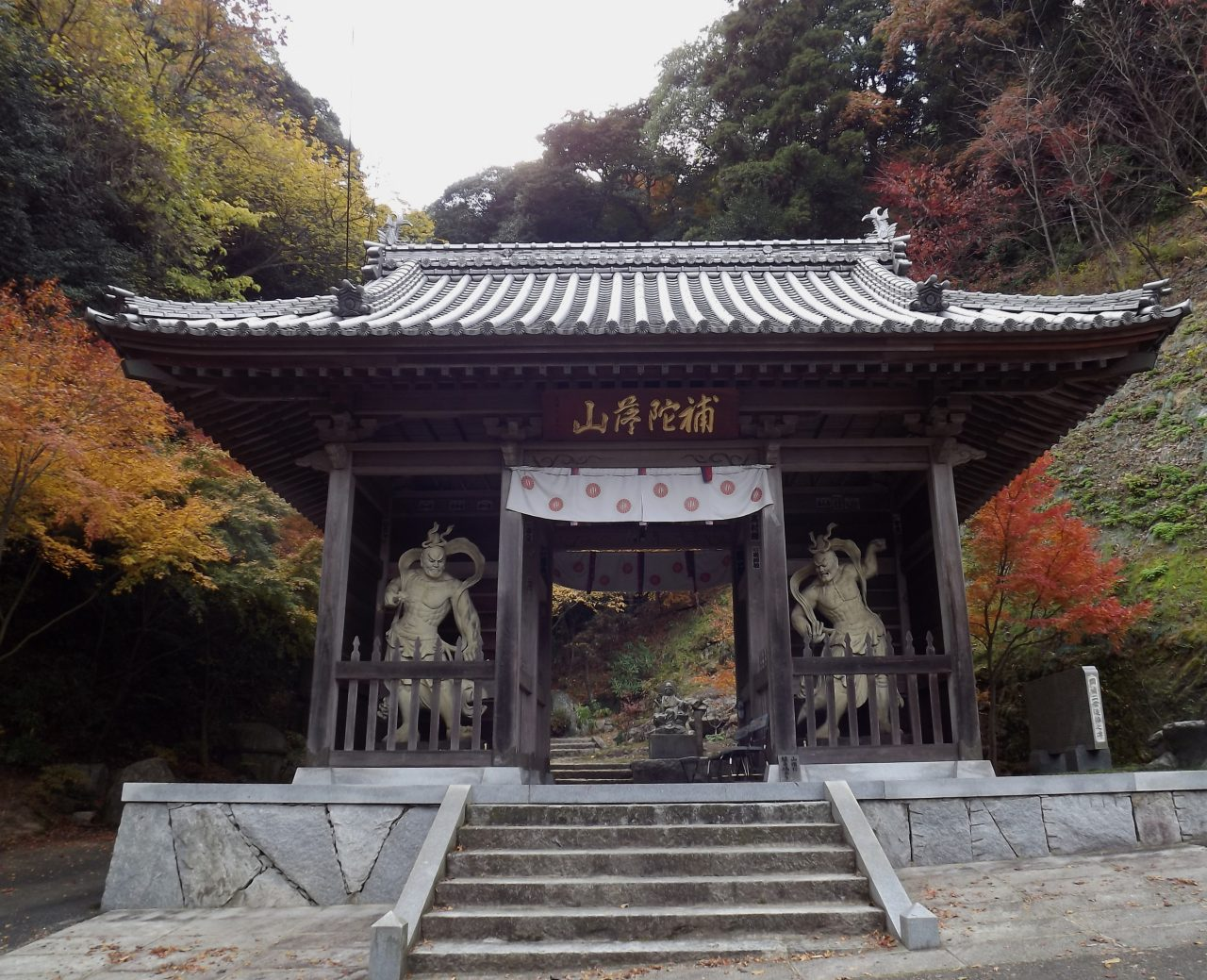
山門
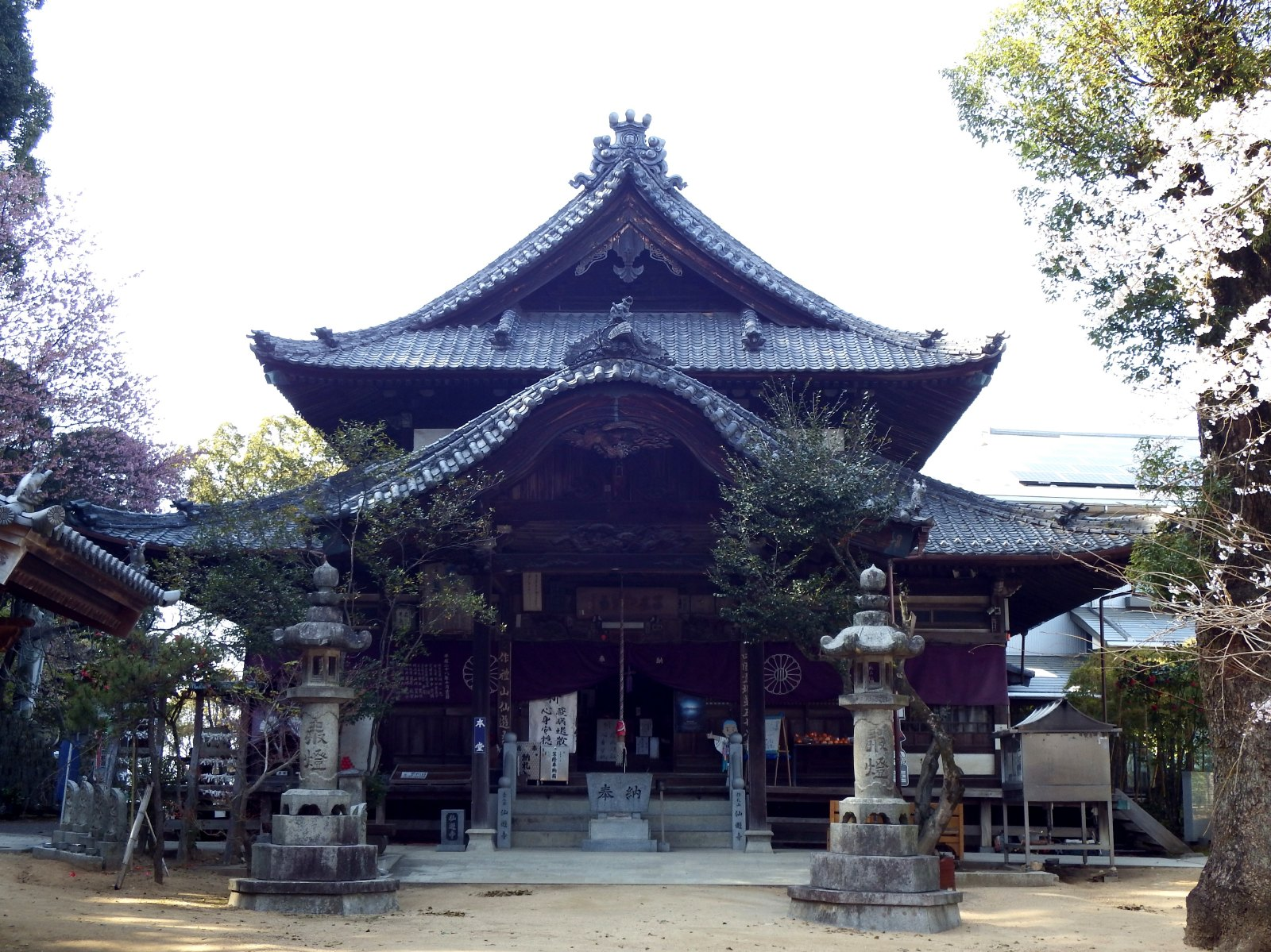
本堂
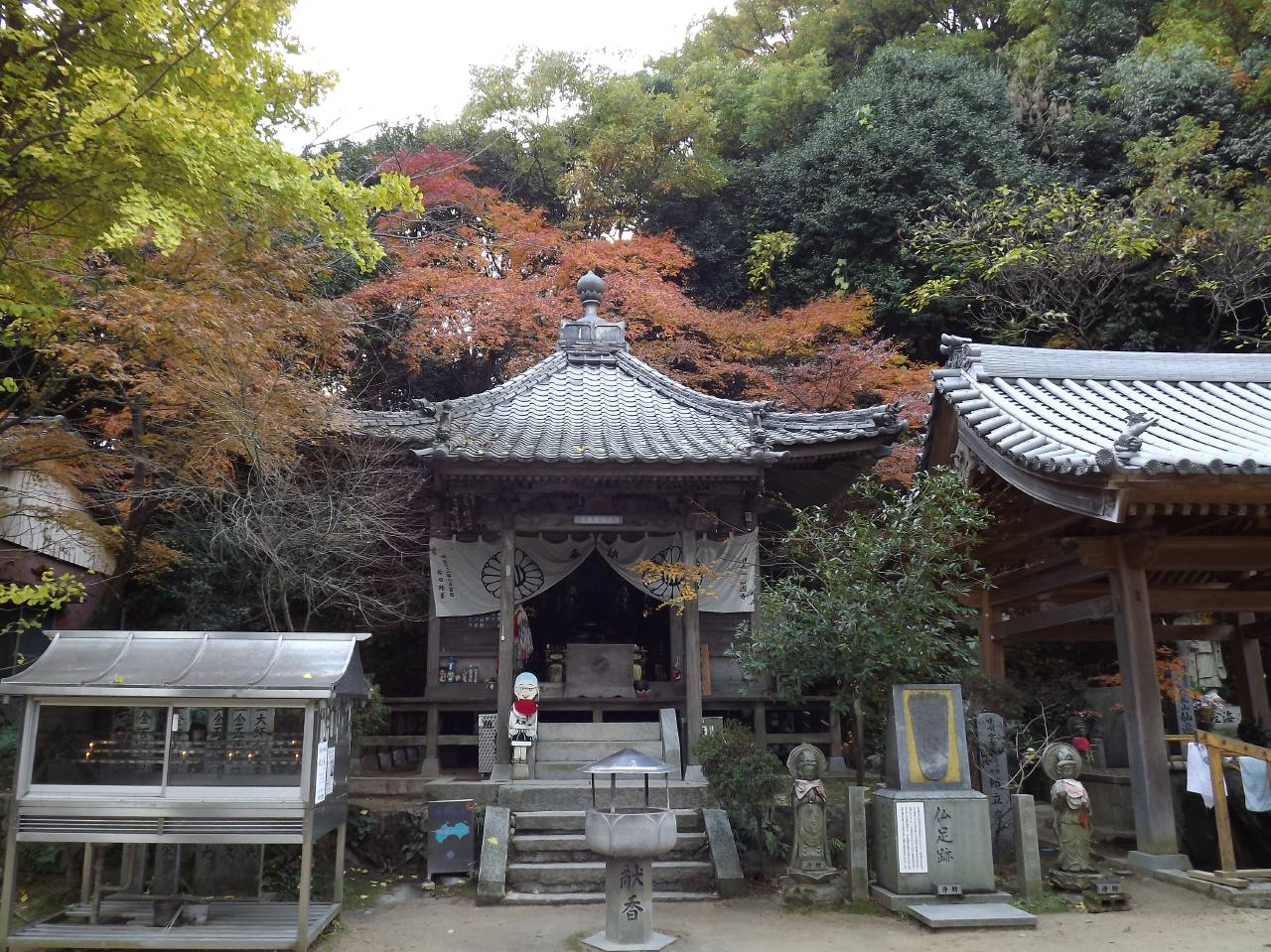
大師堂
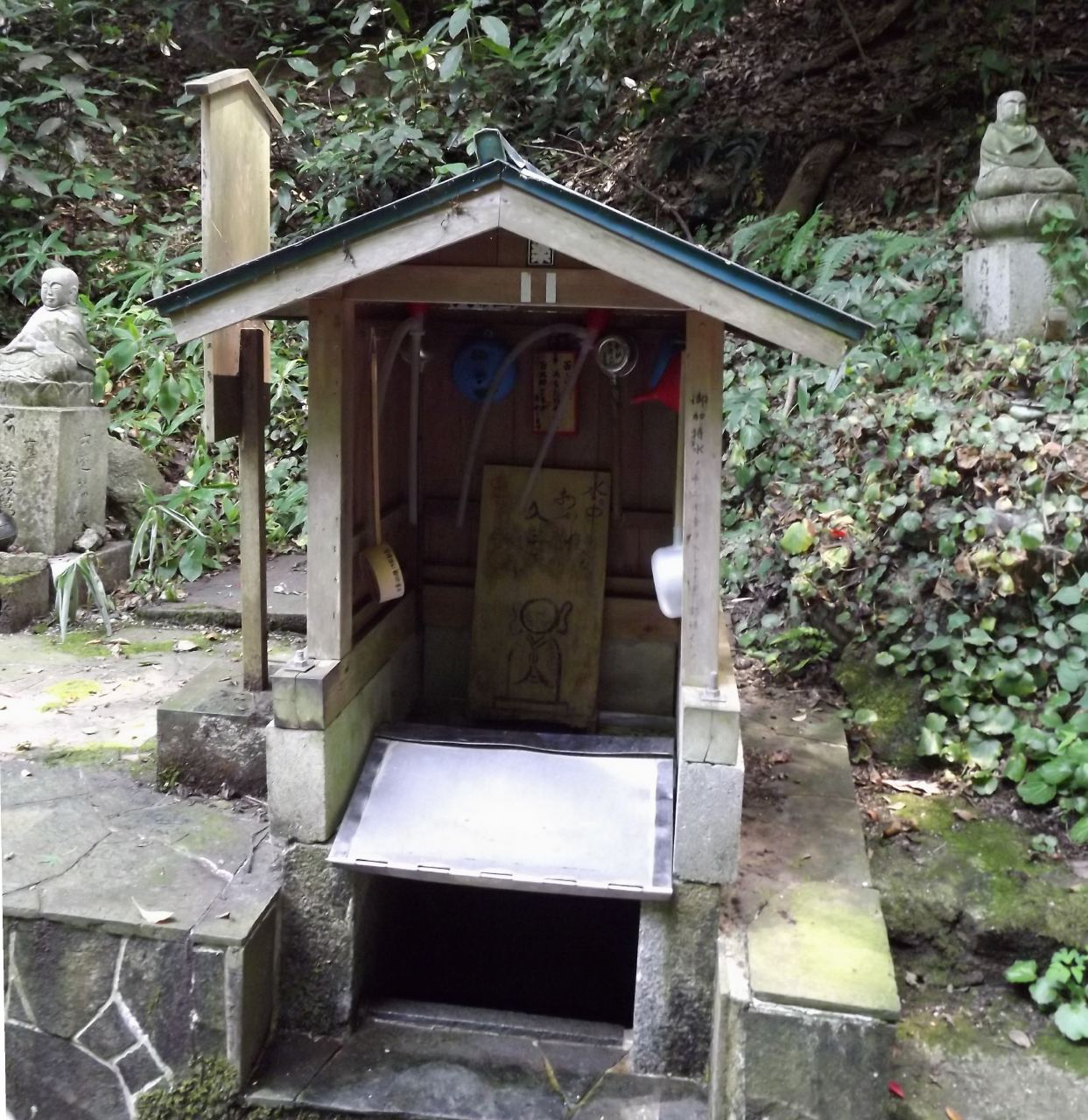
お加持の井戸
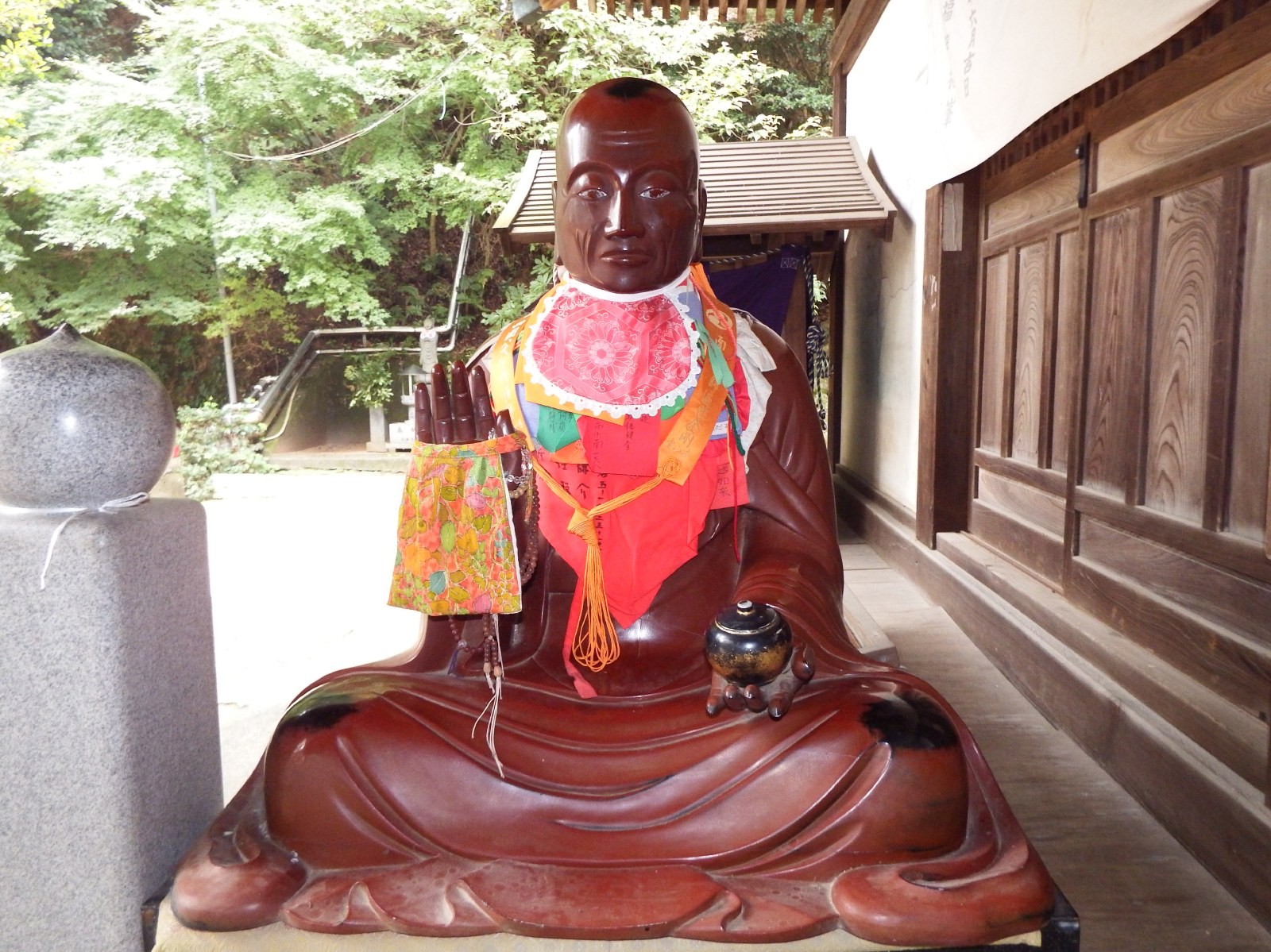
四国一の賓頭盧像
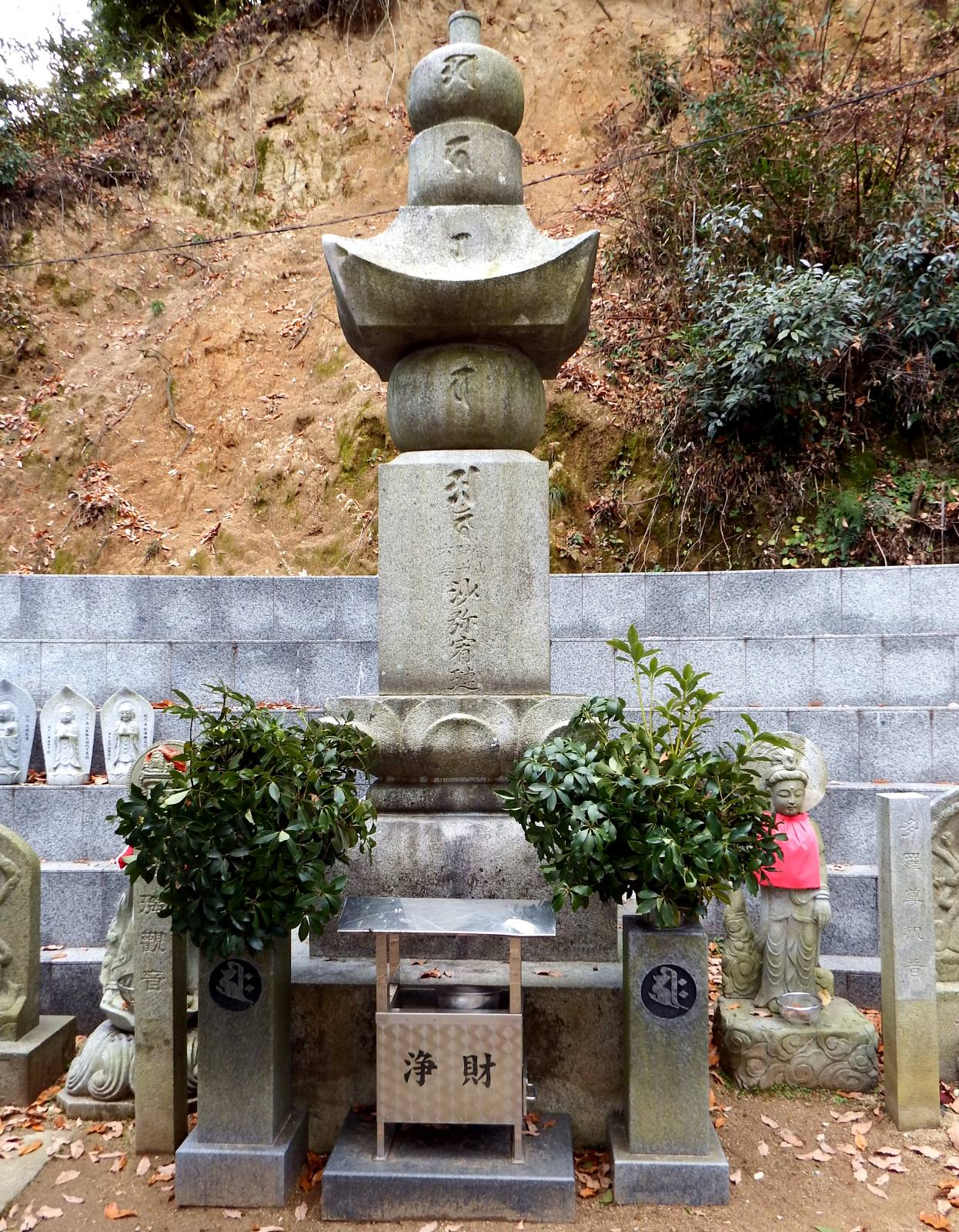
宥蓮上人供養塔
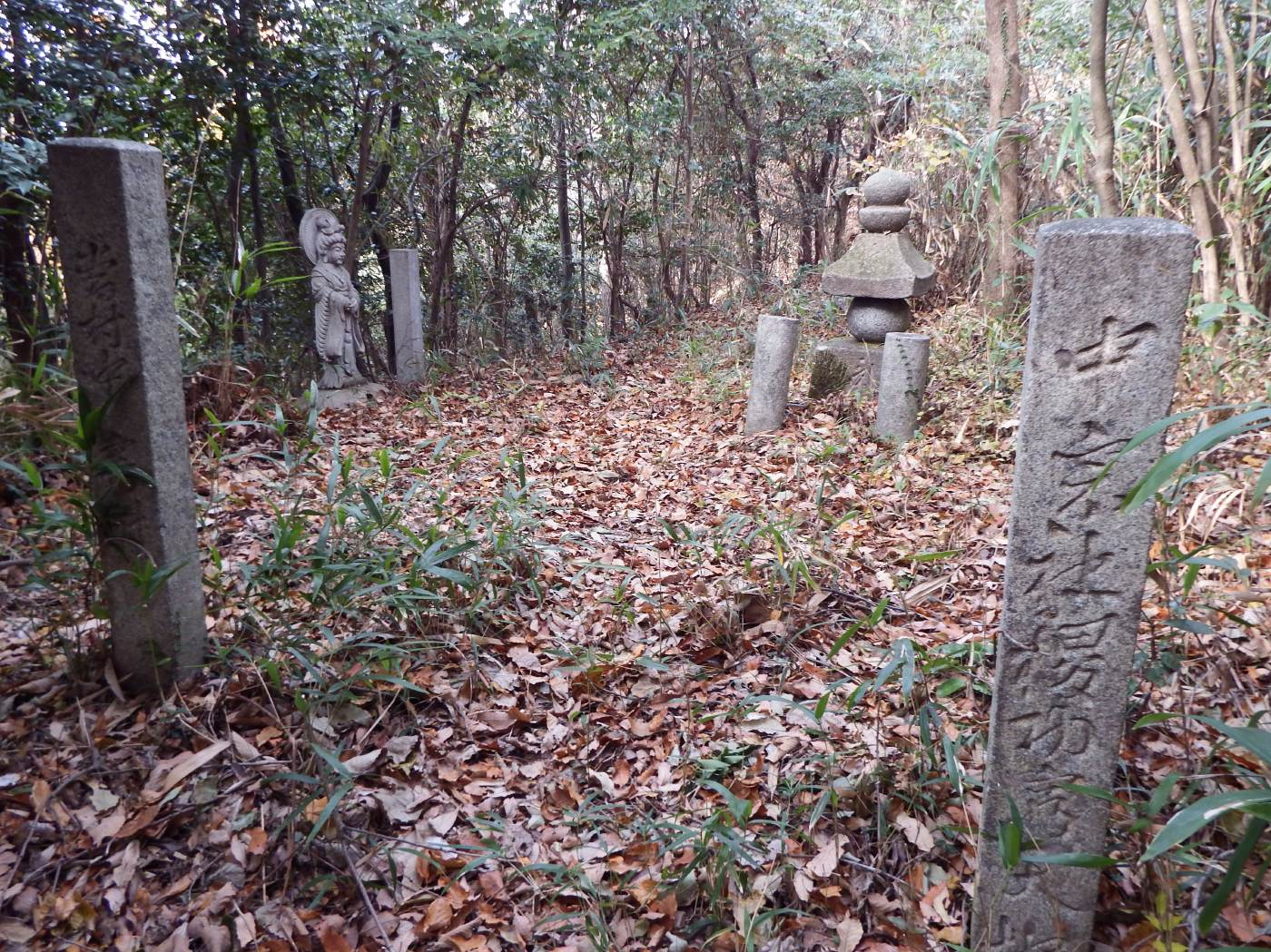
天智天皇ゆかりの五輪塔と観音めぐり石像
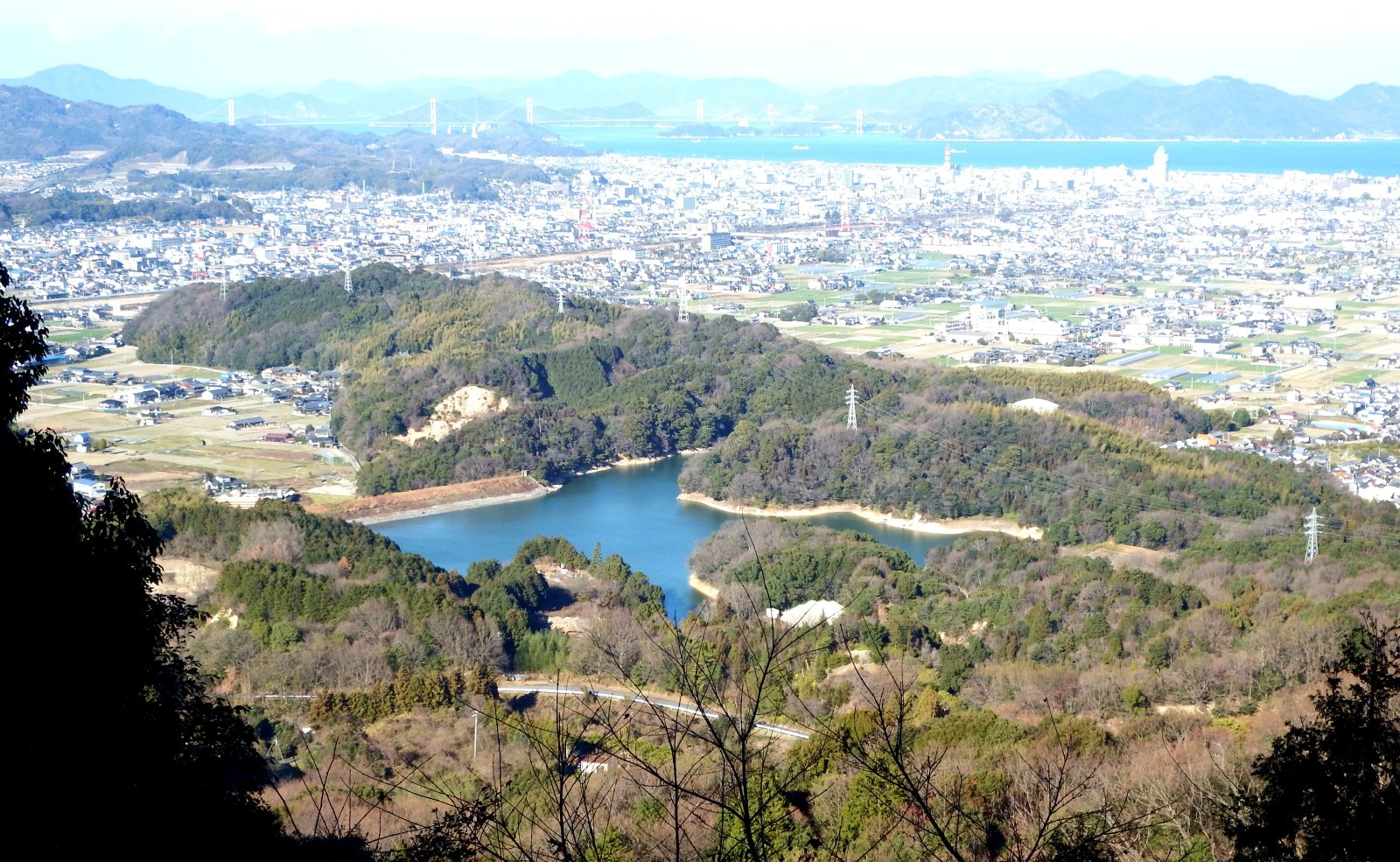
当寺から臨んだ犬塚池の風景
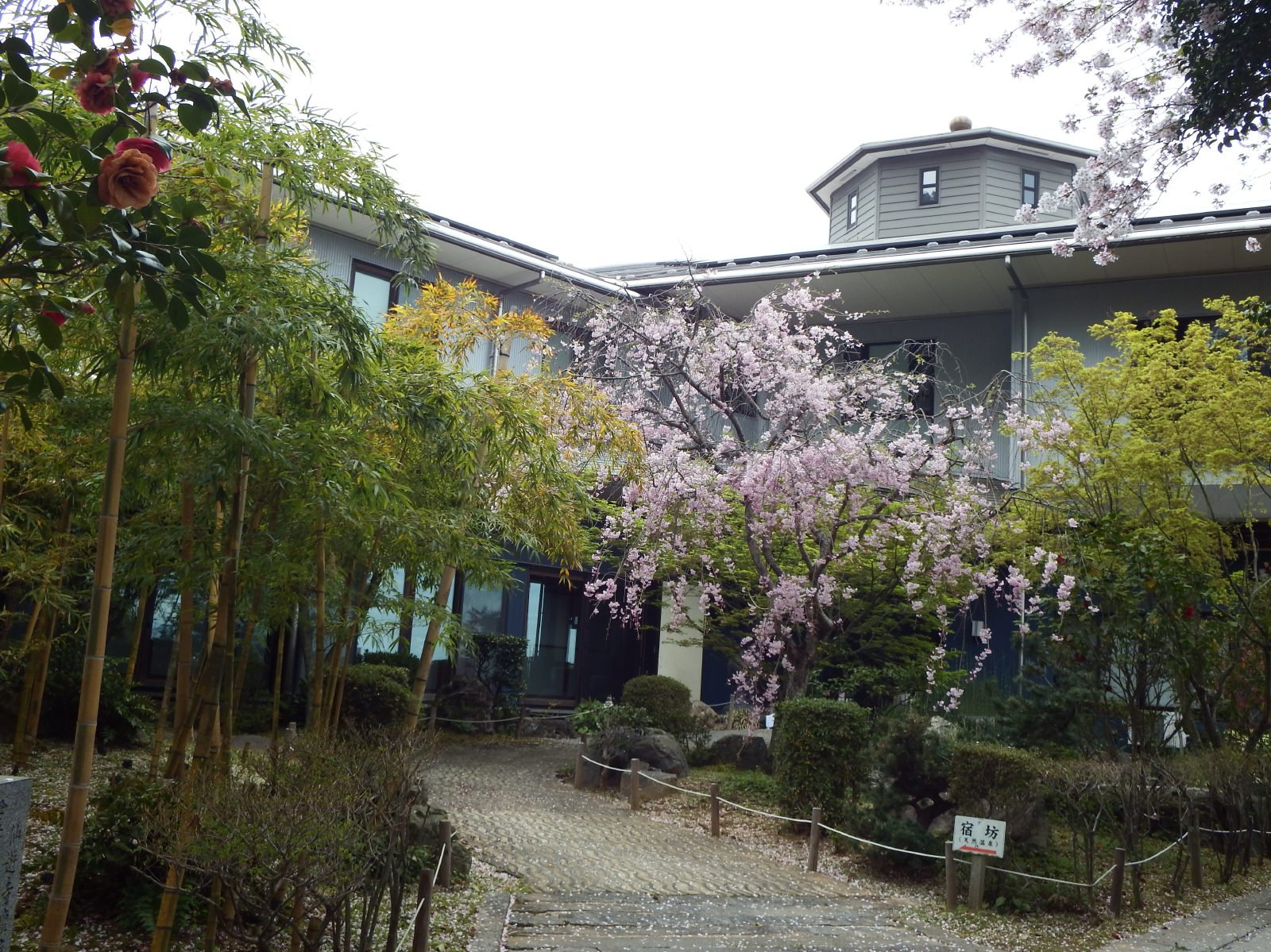
宿坊
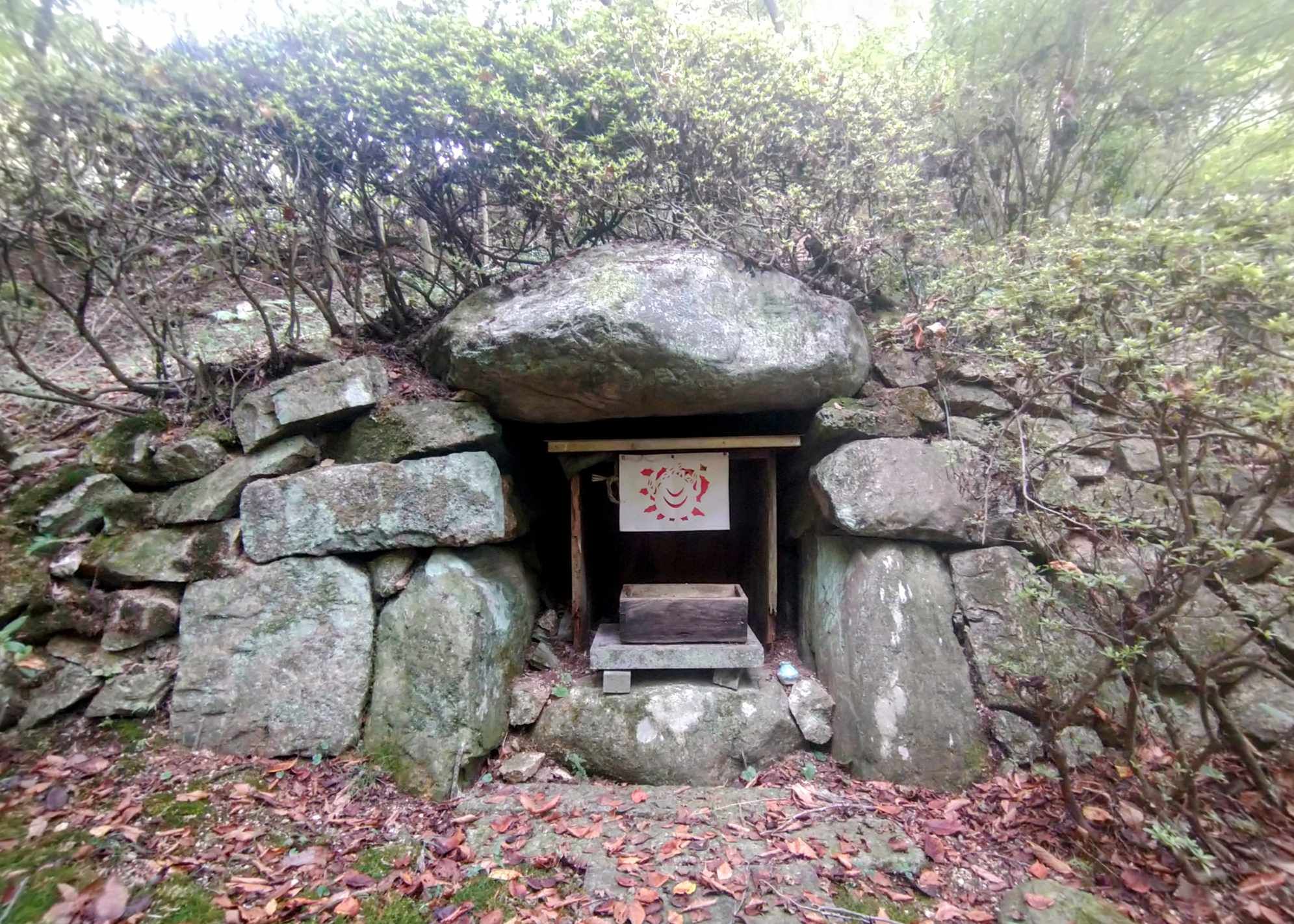
龍女宮

## 文化財
今治市指定有形文化財

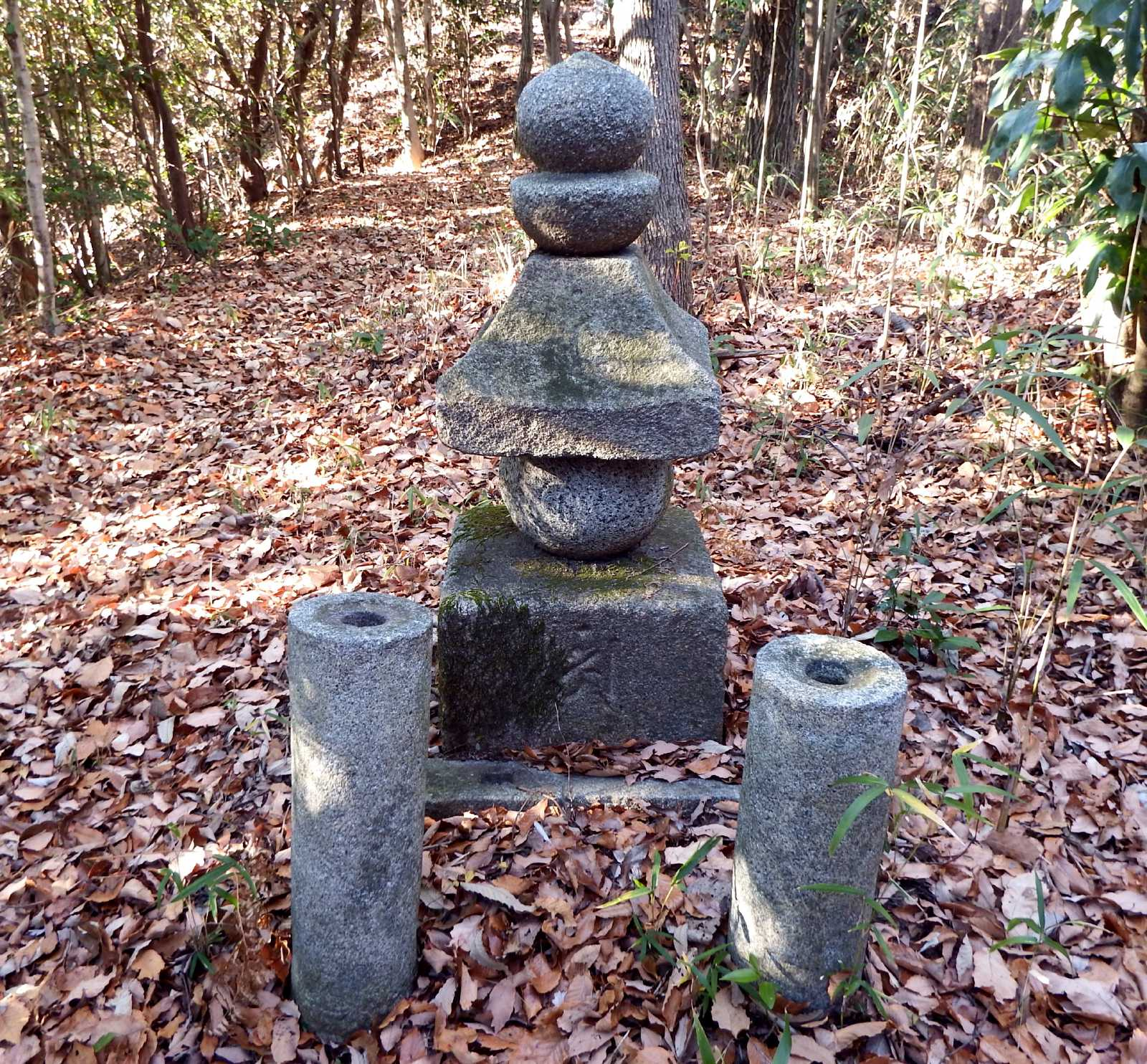
五輪塔

- 五輪塔：天智天皇ゆかりの五輪塔。昭和45年3月20日指定[2]。

今治市指定名勝
- 八幡山・犬塚池・作礼山：当寺から臨んだ犬塚池の風景。昭和39年3月1日指定[2]。

## 交通案内
鉄道
- 四国旅客鉄道（JR四国） 予讃線 – 今治駅 (7.0 km)

バス
- 今治桟橋、今治駅よりせとうちバス 松山市駅行き、木地口・葛谷行き、鈍川経由神子森行き「大須木」下車
- 松山市駅よりせとうちバス今治、大三島ゆき特急バス「大須木」下車 (3.5 km)

道路
- 一般道：愛媛県道155号今治丹原線 天神原 (2.6 km)
- 自動車道：西瀬戸自動車道（西瀬戸しまなみ海道）今治IC (5.2 km)

## 前後の札所
四国八十八箇所
57 栄福寺 --(2.4 km)-- 58  仙遊寺 --(6.1 km)-- 59 国分寺

## 周辺
- 犬塚：昔、住職が栄福寺と当寺を兼務していたとき、利口な黒犬が用務をしていて鐘の音で呼ばれた方へと行き来していた。あるとき同時に鐘の音が鳴りどちらに行けばいいかわからなくなり、これでは用務を果たせないと池に身を投げた。悲しんだ村人はその池の縁に犬塚を設け犬塚池と呼ぶようになった（犬塚）。なお、犬塚池改修工事により犬塚は2023年当寺境内に移された。
- 五郎兵衛坂：仙遊寺下休憩所から遍路道を国分寺へ約0.5 km向かった急坂。この寺の太鼓の音のせいで魚が獲れないと太鼓を切り裂さいた漁師五郎兵衛が山を下る折、この急坂で転びケガをしたのがもとで亡くなってしまったという逸話がある[3]。

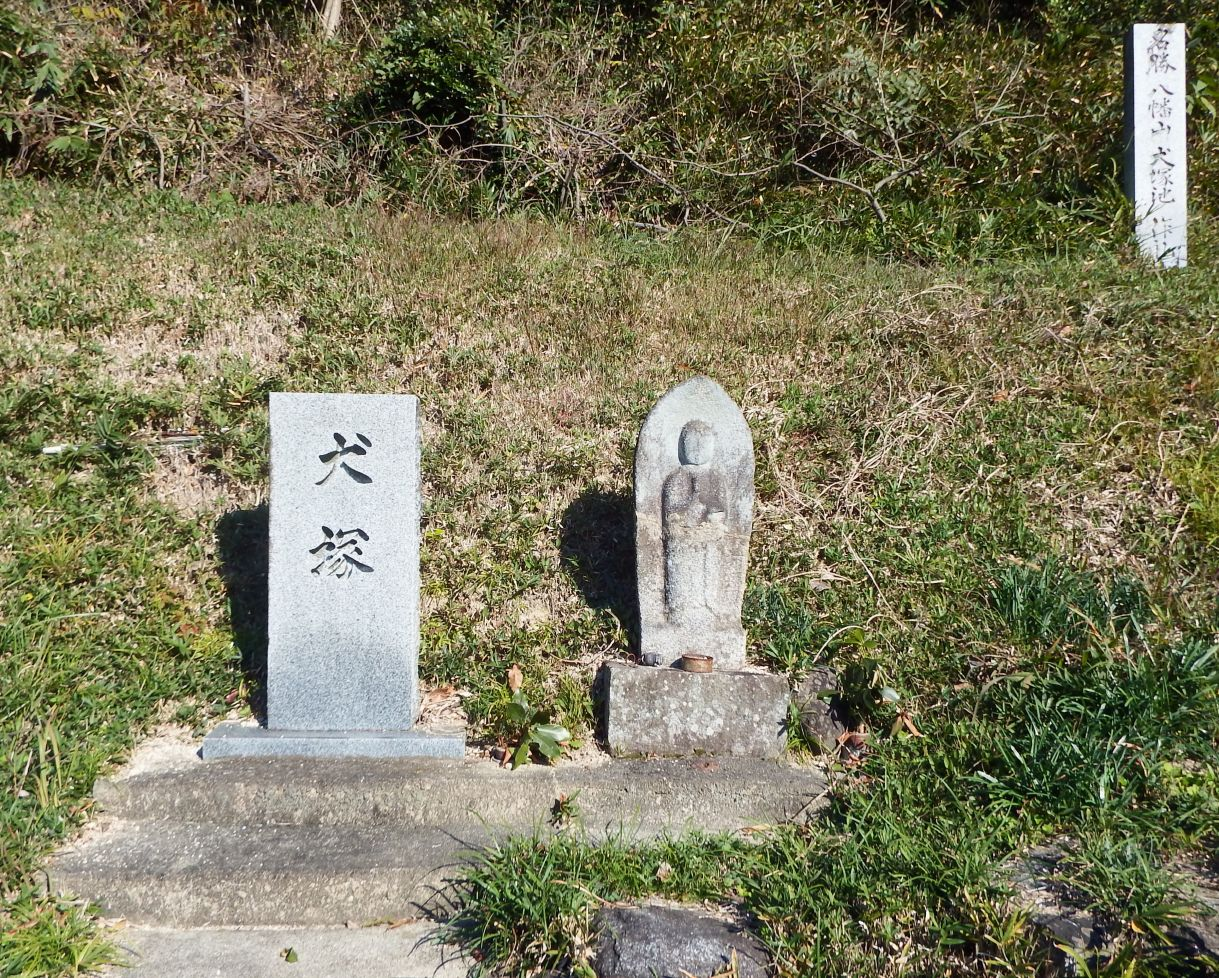
犬塚（移設前）
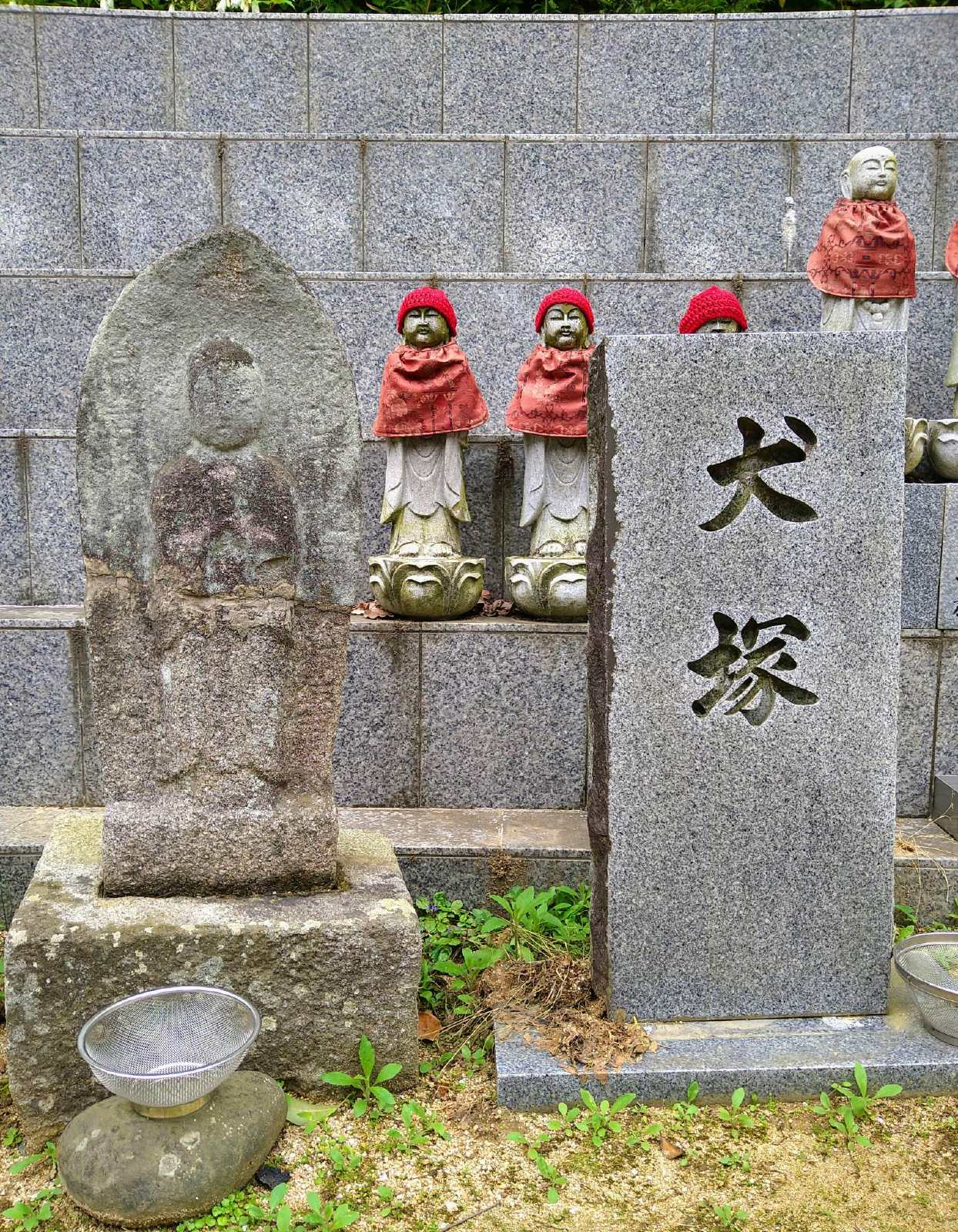
犬塚（移設後）
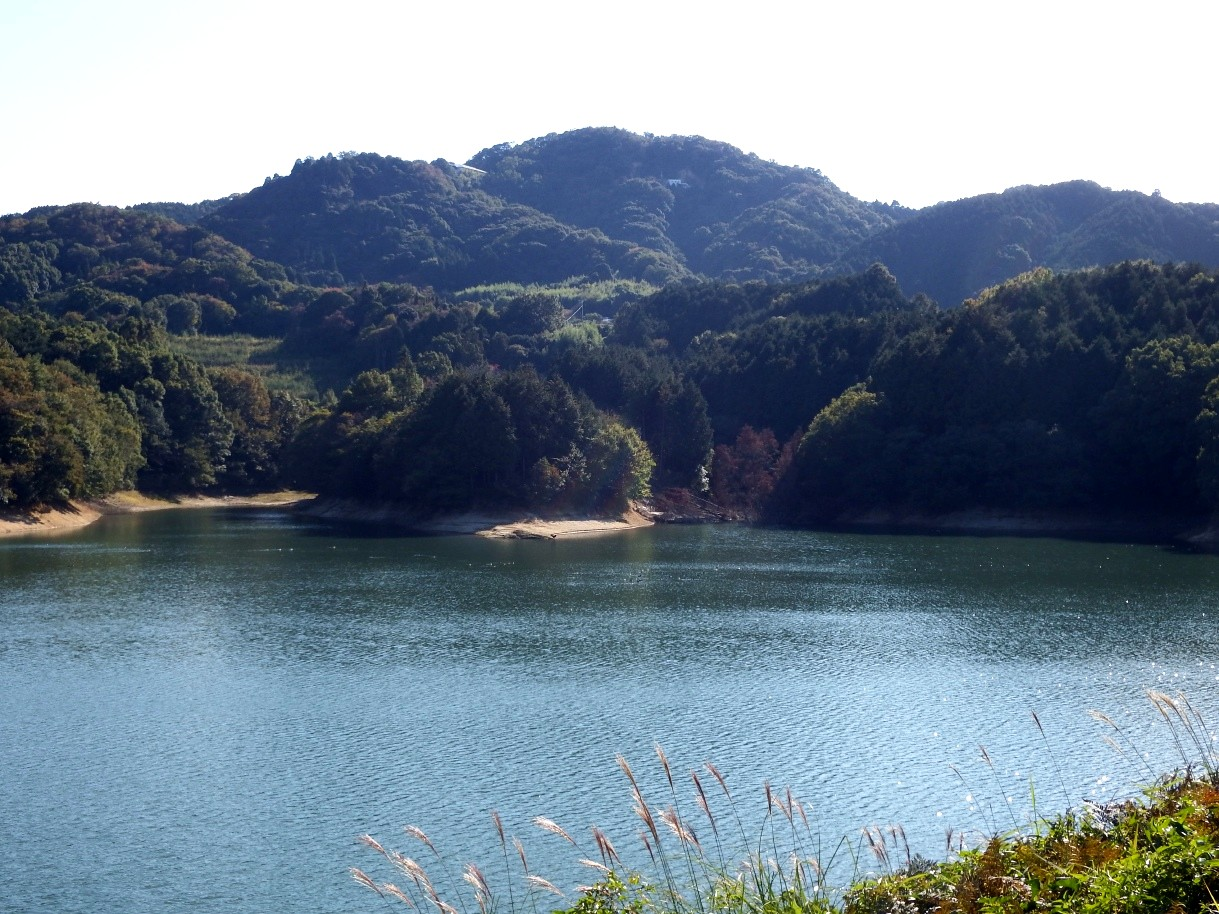
犬塚池と作礼山
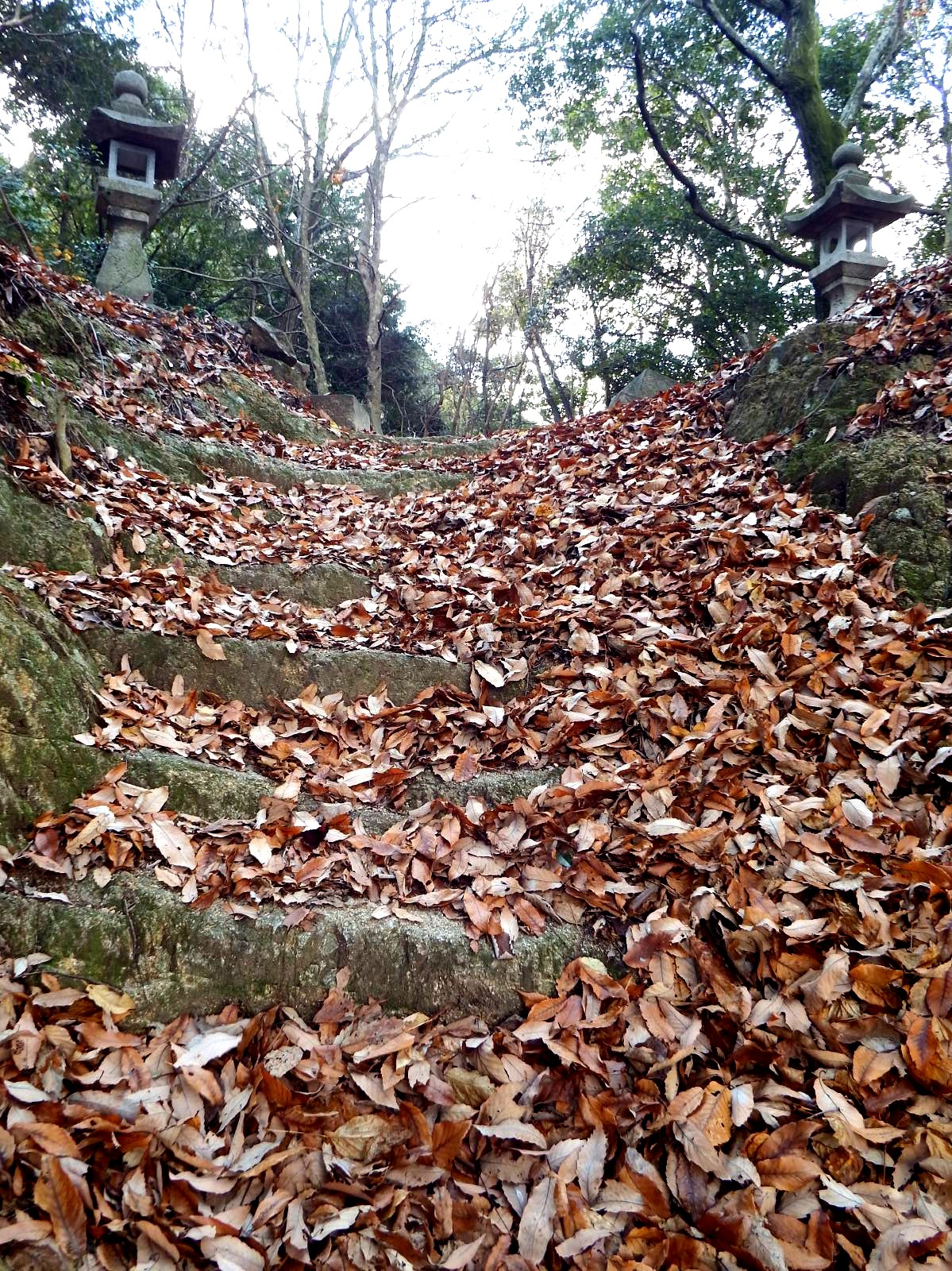
五郎兵衛坂